# Dawid VII (król Gruzji)
Dawid VII (zm. 1270) – koregent Gruzji w latach 1245-1259, w latach 1260-1270 król Gruzji wschodniej.

## Życiorys
Był nieślubnym synem króla Gruzji Jerzego IV Laszy i kobiety nieszlacheckiego pochodzenia. W latach 30. XIII w. kolejna władczyni Gruzji, królowa Rusudan, poleciła uwięzić go na dworze swojego zięcia, sułtana Rumu Kaj Chosraua II, by Dawid VII nie mógł wysunąć pretensji do tronu Gruzji i zagrozić tym samym sukcesji syna Rusudan, również Dawida. Dawidowi udało się odzyskać wolność w 1242, po mongolskim podboju Rumu. Wspierany przez niektórych gruzińskich możnowładców, udał się wówczas do Karakorum, by ubiegać się o tron Gruzji po śmierci ciotki. W 1245, gdy Rusudan zmarła, Mongołowie polecili, by Gruzją rządzili wspólnie syn zmarłej królowej Dawid (jako Dawid Młodszy) oraz syn Jerzego IV (Dawid Starszy). Między obydwoma władcami od początku toczyła się zacięta rywalizacja o władzę, ułatwiająca Mongołom kontrolowanie ziem gruzińskich. Wspólne rządy braci trwały do 1259.
W wymienionym roku Dawid VI (Młodszy) stanął na czele powstania przeciwko Mongołom, poniósł jednak klęskę i musiał uciekać do Gruzji zachodniej (Imeretii), a jego bunt został brutalnie spacyfikowany. Dawid Starszy, jako Dawid VII, pozostał królem Gruzji wschodniej. Wschodnia Gruzja pod jego rządami była regularnie plądrowana przez najazdy Mongołów. 
W 1260 Hulagu-chan rozkazał Dawidowi VII udzielić sobie pomocy w wojnie z Mamelukami. Król, mając w pamięci straty poniesione przez Gruzinów podczas poprzedniej kampanii na Bliskim Wschodzie, odmówił i otwarcie zbuntował się przeciwko Mongołom, którzy w odwecie spustoszyli gruzińską prowincję Samcche. Nie byli jednak w stanie zająć głównych twierdz buntowników i w 1261 opuścili wschodnią Gruzję. Wycofując się, zajęli Tbilisi i zamordowali żonę Dawida VII Gwancę; sam król zdołał schronić się w Kutaisi u swojego kuzyna. W 1262 Dawid VII zawarł z Mongołami pokój i wrócił do dawnej stolicy. 
W 1263 armia Dawida VII brała udział w wojnie toczonej przez Ilchanidów ze Złota Ordą, w latach 1263-1264 wojska gruzińskie wspólnie z siłami Hulagu-chana wypędziły Berke-chana z Szyrwanu i splądrowały całą prowincję. Pod wpływem konfliktów na dworze królewskim i zniszczeń, jakie przyniosły najazdy mongolskie, prowincja Samcche w 1266 wypowiedziała Dawidowi VII posłuszeństwo i przyłączyła się wprost do państwa Ilchanidów. Cztery lata później Dawid VII zmarł na tyfus w mongolskim obozie wojskowym. Na tron wstąpił jego syn Dymitr.